# Vpadina Mezhgornaja
Die Vpadina Mezhgornaja (englische Transkription von russisch Впадина Межгорная Wpadina Meschgornaja, deutsch ‚Zwischen-Bergen-Depression‘) ist ein Tal im Mac-Robertson-Land. In den Prince Charles Mountains liegt es nordöstlich des Mount Lanyon und unmittelbar westlich des Mount Meredith auf der südöstlichen Seite des Massif Geodezistov.
Russische Wissenschaftler benannten es deskriptiv nach seiner geografischen Lage.